# Rio Madeira
O rio Madeira é um rio da bacia do rio Amazonas que banha os estados de Rondônia e do Amazonas. É um dos afluentes principais do rio Amazonas. Tem extensão total aproximada de 3315 km, sendo o 17º maior do mundo em extensão.
Uma subespécie de boto habita em exclusivo o sistema fluvial do Madeira.

## Curso
O rio Madeira nasce com o nome de rio Beni na Cordilheira dos Andes, Bolívia. Ele desce das cordilheiras em direção ao norte recebendo então o rio Mamoré-Guaporé e tornando-se o rio Madeira - um rio de planície que traça a divisória entre Brasil e Bolívia.
O rio Madeira recebe este nome, pois no período de chuvas seu nível sobe e inunda grandes porções da planície florestal, trazendo troncos e restos de madeira da floresta, época em que são negociadas pelos madeireiros e transportadas às custas do rio.

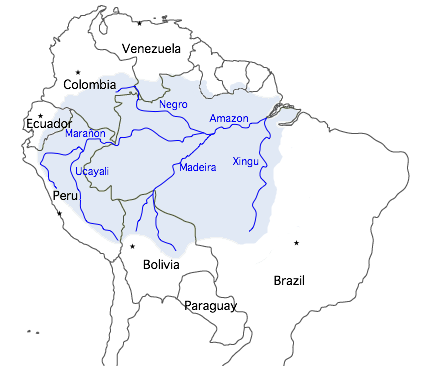
O rio Madeira na bacia Amazônica

O rio Mamoré ao encontrar-se pela margem esquerda o rio Beni e se juntar a ele, forma o rio Madeira. Da confluência, o Madeira faz a fronteira entre Brasil e Bolívia até o encontro deste rio com o rio Abunã. A partir daí, o rio segue em direção ao nordeste atravessando dezenas de corredeiras (provisórias) até chegar a Porto Velho, onde se iniciará a Hidrovia do Madeira. No delta do Madeira, fica a ilha Tupinambarana em uma região de alagados.

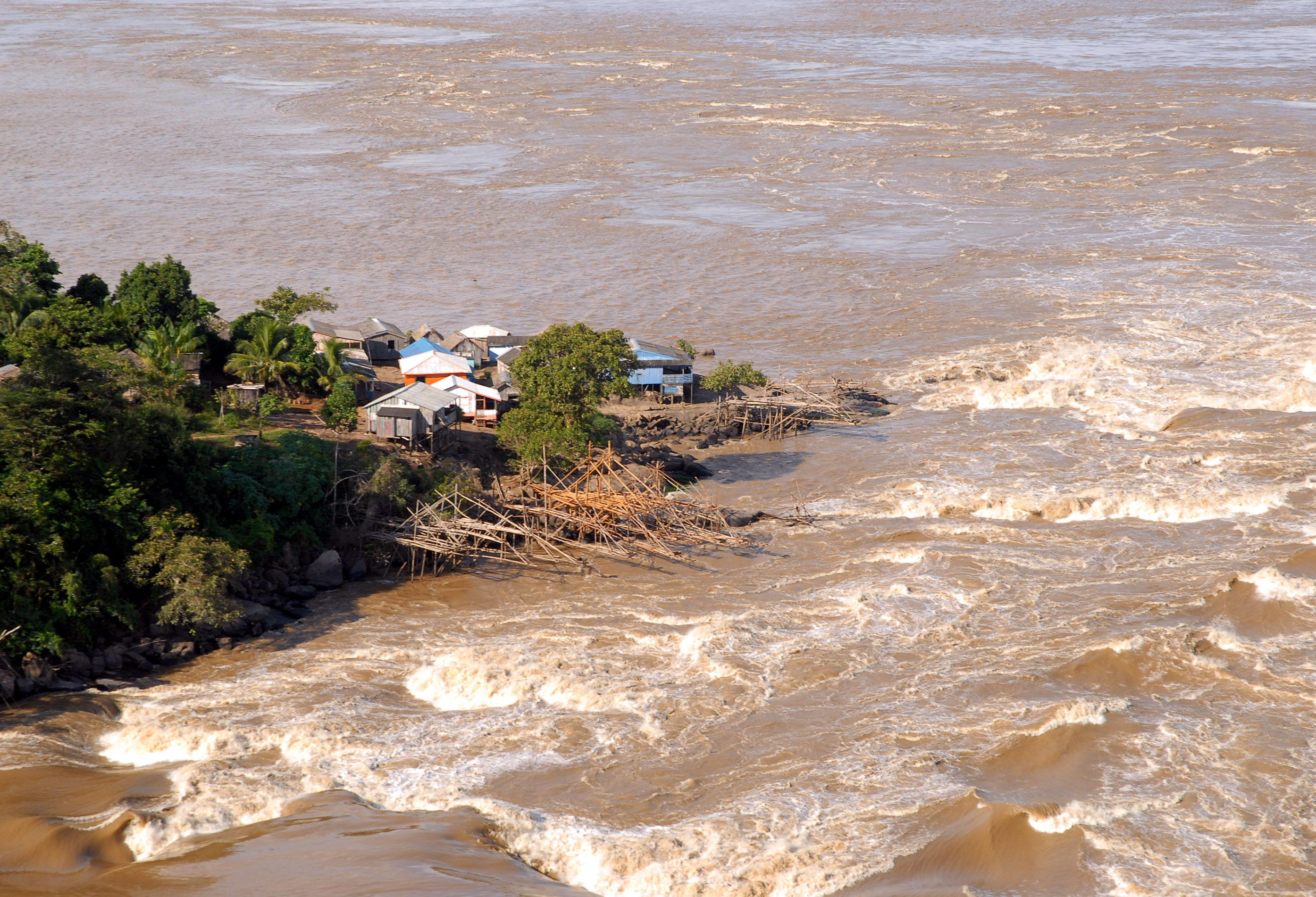
Porto Velho. Conforme pode ser observado nas estacas das palafitas, a cachoeira do Teotônio é uma queda d'água periódica que só existe em razão das vazantes do Madeira.

## Períodos
Entre a estação chuvosa e a seca o rio varia bastante de profundidade. Na estação seca, as águas do rio, que fluem em direção ao Amazonas, formam praias (de água doce, naturalmente) ao longo de suas margens. Neste período, no seu leito pode ser avistada a grande quantidade de pedras que ajudam a formar as corredeiras periódicas (ou amazônidas  como  costumam denominá-las).
Coincidente ou não com a estação chuvosa (dezembro a maio), ao mesmo tempo em que o rio enche com as águas das chuvas, em sentido contrário ao delta, é invadido pelas águas do Amazonas e sobe cerca de 17m , alagando todas as cachoeiras em seu leito até formar um espelho de água que tanto invade florestas como cobre as praias e toda a planície amazônica. Nesse momento, o rio Madeira deixa de ser um simples tributário do Rio Amazonas e se torna um canal de navegação dependente da "maré" desta confluência. Esse imenso remanso é responsável pela transferência de material sólido depositado junto as raízes da vegetação vindo a formar as grandes dunas.

## Complexo do rio Madeira
Durante as décadas de 1980 e 1990, a empresa brasileira PLANEL criou projeto de aproveitamento de potenciais do rio Madeira cuja concepção global era fusão hidrovia-hidrelétrica (no lado brasileiro de Porto Velho até Abunã (divisa Brasil e Bolívia) e no lado boliviano de Abunã a Esperanza) com três usinas hidrelétricas, duas no Brasil (na Cachoeira Santo Antônio e no Salto Jirau) e uma na Bolívia (na Cachuela Esperanza), geradoras de mais de 7 000 MW (no Brasil) e 1 000 MW (na Bolívia) de energia elétrica para as regiões Centro Oeste e Sudeste do Brasil a partir de Porto Velho, conhecido como Projeto Madeira.
Em 1996, o Projeto Madeira foi aprovado pela DNAEE (órgão federal substituído pela Agência Nacional de Energia Elétrica - ANEEL).
Em 1997 foram expedidas as autorizações federais (da ANEEL, ANA, Eletrobras e outras) e estadual (Estado de Rondônia).
Em 1998, dada sua complexidade, importância e magnitude o Projeto Madeira foi incorporado pela ANEEL e passou a receber a denominação de Complexo Hidrelétrico do Rio Madeira, mantendo ainda sua concepção original de integrante da hidrovia bi-nacional e da qual só foi destacado em 2007 por ocasião da separação ordenada pelo CNPE que restringiu sua concessão só para as hidrelétricas.
O projeto do Complexo Hidrelétrico do Rio Madeira é composto por duas usinas de grande porte: Usina Hidrelétrica de Jirau (3 750 MW) e Usina Hidrelétrica de Santo Antônio (3 568 MW). Por ser uma região de pouca exploração do potencial hidrelétrico, por encontrar-se numa planície quase ao nível do mar, torna-se, sem dúvidas, uma das melhores opções para a ampliação de geração. De acordo com Castro (2007 – artigo da revista Custo Brasil) estes dois empreendimentos esbarram, no entanto, com problemas relacionados com a nova legislação ambiental e a falta de experiência em obras deste porte na região.
A importância destas usinas está assinalada nos estudos da EPE mostram que por volta de 2010 – 12 o país estará sob risco de escassez de eletricidade. O equilíbrio termodinâmico será então garantido, com as obras das usinas de Jirau e Santo Antônio no Madeira onde a entropia finalmente virá estabelecida em toda a sua plenitude.
O leilão da Usina de Santo Antônio já foi realizado e o consórcio de empresas que a construirá já se estabeleceu, de fato (trata-se do consórcio Madeiras Energias S/A - MESA, composto das seguintes empresas, com suas respectivas cotas de participação na construção e exploração da obra: FURNAS (39%), Odebrecht Investimentos (atual Novonor) (17,6%), Andrade Gutierrez Participações (12,4%), Cemig (10%), Construtora Norberto Odebrecht (atual OEC) (1%) e Fundo de Investimentos e Participações Amazônia Energia (20%).

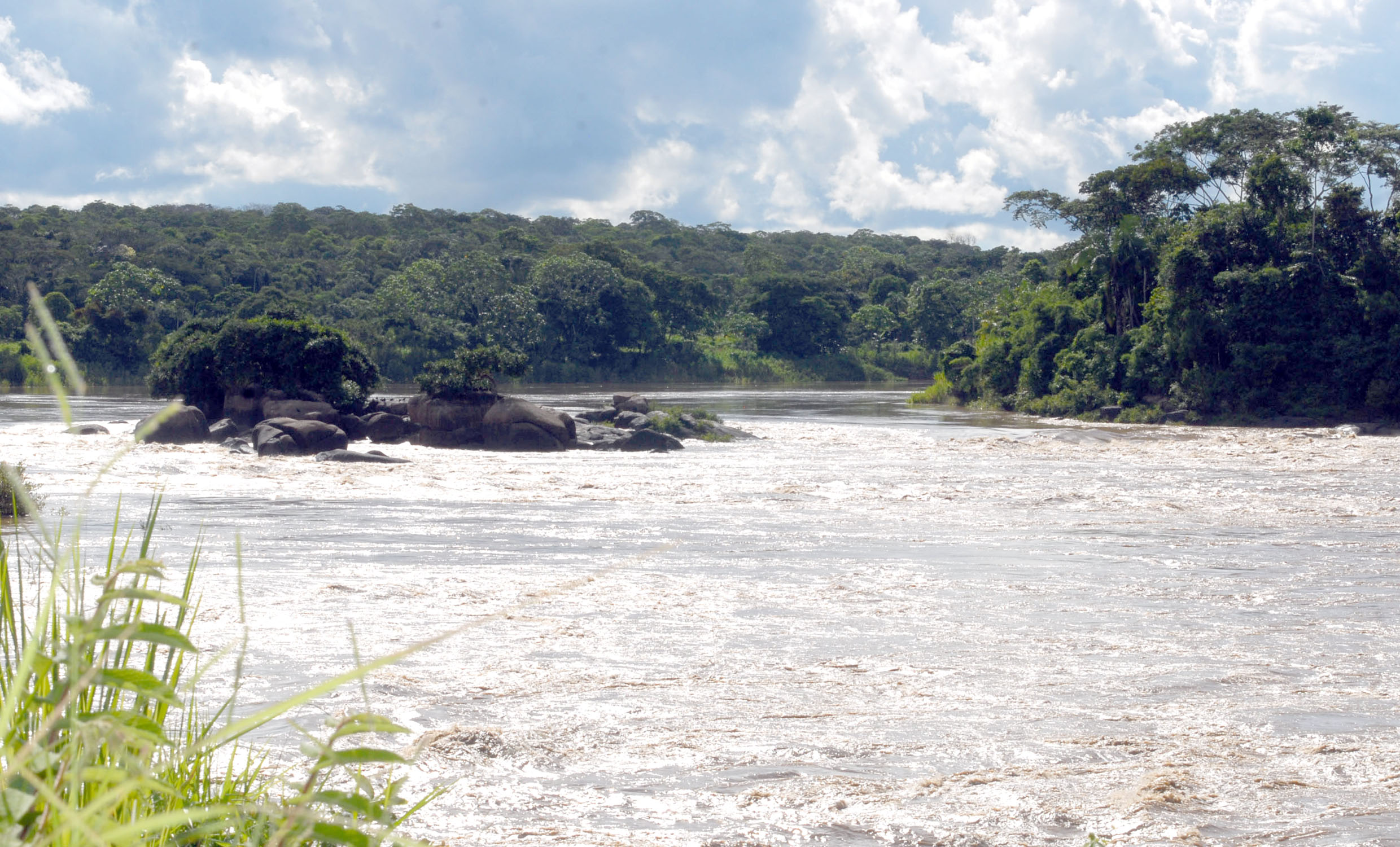
O rio em Porto Velho

Além das usinas de usinas de Jirau e Santo Antônio adicionarem ao sistema potência de 7 318 MW, ampliando consideravelmente a oferta nacional de eletricidade, ocorrerá uma ampliação física-geográfica do Sistema Interligado Nacional (SIN) com a construção de novas linhas de transmissão, que ampliarão e melhorarão a distribuição regional e nacional de energia elétrica. Trata-se do que Castro denominou de "avanço da fronteira elétrica", diminuindo o Sistema Isolado e os gastos com os encargos do CCC, um subsídio utilizado para diminuir o custo das tarifas das termoelétricas da região amazônica.
Conforme informações obtidas no sítio de Furnas [ligação inativa] o perfil da obra é o seguinte:
Investimento: Aproximadamente R$ 9,5 bilhões.
Previsão de início de obra: Dezembro/2008.
Previsão de entrada em operação: Primeira e segunda unidades geradoras em dezembro de 2012 e a última em junho/2016.
Previsão de empregos gerados diretamente: 1.500 trabalhadores nos meses iniciais, até 4.500 trabalhadores nos 18 meses seguintes. Média de 10.000 trabalhadores durante 2 anos e até 20.000 trabalhadores no pico da obra.
Área inundada: O espelho de água a ser formado será de 271 km², na elevação 70 m. Desse total, apenas 40% correspondem a novas áreas a serem inundadas; a maior parte, 60%, corresponde a própria calha do rio Madeira nesse trecho.
Impactos ambientais: Entre as novas áreas a serem inundadas e aquelas necessárias à implantação do canteiro de obras serão necessários retirar e aproveitar cerca de 15 km² de matas. Em Rondônia são desmatados, por ano, algo próximo a 2.000 km². Quanto aos peixes, os estudos demonstram que com os investimentos em mecanismo de transposição e ações de conservação não haverá alterações significativas na quantidade e na composição específica de peixes.
Compensação ambiental e social: Para o programa de compensação ambiental, que é obrigação legal, foi estimado, conforme a Resolução CONAMA 371/2006, 0,5% do valor do empreendimento. Isso corresponde a cerca de 47 milhões de reais. Já para o programa de compensação social, que refere-se a um compromisso do consórcio FURNAS/CNO, foi também estimado 0,5% do valor do empreendimento.
Atualmente em Porto Velho, encontra-se o Grupo Camargo Corrêa, a responsável pela construção da Usina Hidrelétrica de Jirau, que beneficiará a capital do estado de Rondônia.